# امپیتیا اوداگاما
امپیتیا اوداگاما (به لاتین: Ampitiya Udagama) یک منطقهٔ مسکونی در سری‌لانکا است که در استان مرکزی (سری‌لانکا) واقع شده‌است.